# Lucius Vipsanius Agrippa
Lucius Vipsanius Agrippa behoorde tot de stand van de equites en was de vader van Lucius Vipsanius Agrippa, Marcus Vipsanius Agrippa en Vipsania Polla. Hij was - door zijn zoon Marcus - de grootvader van Vipsania Agrippina, Vipsania, Gaius Vipsanius Agrippa, Lucius Vipsanius Agrippa, Marcus Vipsanius Agrippa Postumus, Vipsania Julia Agrippina en Vipsania Agrippina maior.